# Libertarismo civil
El libertarismo civil es una cepa de la filosofía política que apoya las libertades civiles, o que enfatiza la supremacía de los Derechos individuales y libertades personales sobre y contra cualquier tipo de autoridad (como un  estado, una corporación, normas sociales impuestas a través de  presión de grupo y así sucesivamente). El libertarismo civil no es una ideología integral, más bien, es una colección de puntos de vista sobre temas específicos de libertades y derechos civiles.

## En el movimiento libertario
En el dominio de la filosofía libertaria, la principal preocupación del libertario civil es la relación del gobierno con el individuo. En teoría, el libertario civil busca restringir esta relación a un mínimo absoluto en el que el estado puede funcionar y proporcionar servicios básicos y seguridades sin interferir excesivamente en la vida de sus ciudadanos. Una causa clave del libertarismo civil es defender la libertad de expresión. Específicamente, los defensores de las libertades civiles se oponen a las prohibiciones de discurso de odio y de obscenidad. Aunque pueden o no tolerar personalmente los comportamientos asociados con estos problemas, los defensores de las libertades civiles sostienen que las ventajas del discurso público sin restricciones superan todas las desventajas.
Otras posiciones de libertades civiles incluyen apoyo para la  legalización de sustancias ilícitas, marihuana y otras drogas blandas, prostitución, aborto, privacidad,  muerte asistida o eutanasia, el derecho a portar armas, derechos de los jóvenes, una fuerte demarcación entre religión y política, y apoyo al matrimonio entre personas del mismo sexo.
Con el advenimiento de las computadoras personales, Internet, correo electrónico, teléfonos celulares y otras tecnologías de la información, ha surgido un subconjunto del libertarismo civil que se enfoca en proteger a las personas y sus derechos digitales y privacidad.